# Waizenkirchen
Waizenkirchen är en ort och kommun i Österrike. Den ligger i distriktet Grieskirchen i förbundslandet Oberösterreich, 190 kilometer väster om huvudstaden Wien.
Kommunen består av 56 orter (Ortschaften) (inom parentes invånarantal 1 januari 2024):

- Anrath (26)
- Aschach (39)
- Auweidenholz (64)
- Auwies (10)
- Breitwies (23)
- Brunnwald (9)
- Bäckenhof (4)
- Dittenbach (17)
- Eitzenberg (13)
- Esthofen (47)
- Gewerbepark Süd (0)
- Gföll (37)
- Grillparz (26)
- Hausleiten (165)
- Holzing (14)
- Hueb bei Lindbruck (31)
- Hueb bei Manzing (9)
- Imperndorf (29)
- Inzing (92)
- Keppling (48)
- Kollerbichl (45)
- Kranabithen (10)
- Kropfleiten (6)
- Lindbruck (20)
- Manzing (48)
- Moospolling (35)
- Niederndorf (26)
- Niederspaching (31)
- Obergschwendt (56)
- Oberviehbach (23)
- Oberwegbach (48)
- Parzham (20)
- Prambacherholz (49)
- Punzing (26)
- Purgstall (41)
- Ritzing (66)
- Röckendorferholz (34)
- Schurrerprambach (52)
- Sittling (22)
- Steinparz (12)
- Stillfüssing (23)
- Stroiß (35)
- Thall (22)
- Thallham (101)
- Untergschwendt (37)
- Unterheuberg (35)
- Unterviehbach (14)
- Unterwegbach (168)
- Waikhartsberg (35)
- Waizenkirchen (1 343)
- Waldweidenholz (56)
- Watzenbach (24)
- Weg (37)
- Weidenholz (Node-count limit exceeded)
- Weinzierlbruck (Node-count limit exceeded)
- Willersdorf (Node-count limit exceeded)

Node-count limit exceeded